# 85 (nombre)
« Quatre-vingt-cinq » et « Huitante-cinq » redirigent ici. Pour l'année, voir 85.
Le nombre 85 (quatre-vingt-cinq, huitante-cinq ou octante-cinq) est l'entier naturel qui suit 84 et qui précède 86.

## En mathématiques
Le nombre 85 est :
- Un nombre composé deux fois brésilien car 85 = 11114 = 5516
- Un nombre octaédrique (le 6e)
- Un nombre triangulaire centré (le 8e)
- Un nombre carré centré (le 7e)
- Un nombre décagonal (le 5e)
- Un nombre de Smith (le 5e) : la somme de ses chiffres (8+5=13) est la même que la somme des chiffres de ses facteurs premiers (5+1+7=13)

## Dans d'autres domaines
Le nombre 85 est aussi :
- Le numéro atomique de l'astate, un halogène, l'un des éléments les plus rares sur Terre.
- le numéro de la sourate Al-Buruj dans le Coran.
- Le numéro de la galaxie lenticulaire M85 dans le catalogue Messier.
- M85, un système d'arcade créé par Irem.
- Le numéro de la route européenne E85 qui part de Klaipėda en Lituanie jusqu'à Alexandroúpoli en Grèce.
- Le numéro de l'autoroute française A85 qui va d'Angers jusqu'à Vierzon.
- Le numéro de l'Interstate 85, une autoroute des États-Unis qui va de l'Alabama jusqu'en Virginie.
- L'identifiant ISBN pour les livres publiés au Brésil.
- Le no  du département français de la Vendée.
- L'ancien numéro postal, sous la Révolution et l'Empire, du département français des Alpes-Maritimes.
- Années historiques : -85, 85 ou 1985.
- Ligne 85 /